# Joachim Wasserschlebe
Joachim Wasserschlebe (1. maj 1709 i Salzwedel, Mark Brandenburg – 13. marts 1787 på landstedet Wassersleben) var en dansk-tysk diplomat, konferensråd, mæcen og kunstsamler.
Hans grafiske samling er i dag en afgørende bestanddel af Den kongelige Kobberstiksamling, der skylder ham sit internationale ry. Hans landsted har givet navn til Flensborgs forstad Wassersleben (på dansk: Sosti) i Sydslesvig.
Han fødtes 1. maj 1709 i Salzwedel og var søn af byens borgmester Nicolaus Johannes Wasserschlebe og dennes hustru Anna Sybilla Rademacher. Omkring 1729 studerede han vistnok i Leipzig og Halle og levede fra 1731 i Paris som privatsekretær hos den derværende danske gesandt grev Werner von der Schulenburg. I 1738 trådte han i dansk tjeneste som sekretær i Tyske Kancelli og udnævntes året efter til legationssekretær i Paris. I de år (1744-1750), J.H.E. Bernstorff var dansk minister ved det franske hof, vandt han dennes fulde tillid og fortrolighed og var hans kommissionær og mellemmand ved mange lejligheder. Wasserschlebe delte Bernstorffs litterære og kunstneriske interesser og stod på venskabelig fod med de mest fremragende kunstnere i Paris. Han fik den unge Johannes Wiedewelt antaget i Guillaume Coustou (den yngre)s værksted og skaffede ham 1752 en årpenge af Partikulærkassen. Samme år afsluttede han kontrakten med J.F.J. Saly om udførelsen af Frederik 5.s rytterstatue, ligesom han foranledigede den i Paris bosatte svenske maler Johan Mandelbergs indkaldelse til Danmark. 1754 blev Wasserschlebe sammen med tre andre kunstkendere, grev Otto Thott, Christian von Støcken og Bernhard Møllmann, optaget som æresmedlem af Kunstakademiet.
Wasserschlebe, der 1747 var blevet kancelliråd og 1751 justitsråd, indtrådte atter 1752 i sit tidligere embede som sekretær i Tyske Kancelli og udnævntes 1760 til etatsråd og til kommitteret i det da oprettede vestindisk-guineiske Rente- og Generaltoldkammer, der styredes af A.P. Bernstorff som deputeret. Som varm ven af bondefriheden fik han indflydelse på landbosagen i Hertugdømmerne, fremmede udskiftningen og arbejdede for en formålstjenlig besættelse af amtmandsposterne, der dengang næsten udelukkende tildeltes hofmænd. I alle forhold viser han sig som en oplyst og frisindet mand, en uegennyttig og hæderlig karakter. Wasserschlebe, der også var direktør for Fabrikmagasinet, blev 1768 2. deputeret i Generaltoldkammer- og Kommercekollegiet og udnævntes til konferensråd.
Han afgik i oktober 1770 fra Kollegiet og i april næste år fra Kancelliet. Han flyttede derefter til Flensborg, hvor hans søsterdatter, moder til gehejmeråd J.P. Høpp, var gift, og købte her nær ved byen ejendommen Klusgård, der fik navn efter ham, og hvor han anlagde en have og en "artificiel" eng. Sin store kobberstiksamling, hvortil han havde lagt grunden i Paris, og som omfattede ca. 30.000 blade af fremmede mestre, måtte Wasserschlebe i pengeforlegenhed 1781 mod et forskud pantsætte til staten, der 1783 købte hele samlingen til Det Kongelige Bibliotek for 2.000 rdl. Wasserschlebe efterlod sig også ret omfattende samlinger til dansk historie (nu i Det kongelige Bibliotek), særlig under Frederik 5. og Christian 7., som ofte bliver benyttede af historikere. Han døde ugift 13. marts 1787 på sit landsted ved Flensborg.
Der findes et portrætmaleri af Louis Tocqué 1745 (Charlottenborg), mens en buste af J.-F.-J. Saly er forsvundet. Busten er dog gengivet på et kobberstik af Johan Martin Preisler 1776.